# Johannes Stollius
Johannes Stollius o Stolle (1566- 1614) fou un compositor alemany del Barroc primerenc. Va ser cantor a Reichenbach i a Zwickau i mestre de capella a Weimar. Les seves obres principals són: Epicelia, oder Grab-Lieder beym Tode Herzogs Johan, a 4 i 8 veus, i Wer die Braut hat, der ist den Brautigam, a 6 veus (Weimar, 1614).